# Hợp kim của nhôm
Hợp kim nhôm là hợp kim của nhôm với các nguyên tố khác (như: đồng, thiếc, mangan, silic, magiê)

## Tính chất
- Khối lượng riêng nhỏ (~2,7g/cm³) nên nhôm và hợp kim nhôm chỉ nặng bằng 1/3 thép, đó là tính chất đặc biệt được chú trọng khi các thiết bị cần chế tạo phải chú trọng đến trọng lượng (trong ngành hàng không, vận tải...).
- Tính chống ăn mòn trong khí quyển: Do đặc tính oxy hóa của nó đã biến lớp bề mặt của nhôm thành oxide nhôm (Al{\displaystyle 2}O{\displaystyle 3}) rất xít chặt và chống ăn mòn cao trong khí quyển, do đó chúng có thể dùng trong đa ngành mà không cần sơn bảo vệ. Để tăng tính chống ăn mòn, người ta đã làm cho lớp oxide nhôm bảo vệ dày thêm bằng cách anot hoá.
- Tính dẫn điện: Tính dẫn điện của nhôm bằng 2/3 của đồng (kim loại), nhưng do nhôm nhẹ hơn nên chúng được sử dụng nhiều hơn bởi nếu cùng truyền một dòng điện thì dây nhôm nhẹ hơn bằng 1/2; ít bị nung nóng hơn...
- Tính dẻo: Rất dẻo, nên rất thuận lợi cho việc kéo thành dây, tấm, lá, băng, màng, ép chảy thành các thanh có biên dạng đặc biệt (dùng cho khung cửa, các loại tản nhiệt...rất thuận tiện khi sản xuất).
- Nhiệt độ nóng chảy: Tương đối thấp nên thuận tiện cho việc nấu chảy khi đúc, nhưng cũng làm nhôm và hợp kim nhôm không sử dụng được ở nhiệt độ cao hơn 300-400 độ C.
- Độ bền, độ cứng: Thấp.

## Phân loại

### Hợp kim nhôm biến dạng
Được chia làm hai loại là hợp kim nhôm biến dạng hoá bền được bằng nhiệt luyện và hợp kim nhôm biến dạng không hoá bền được bằng nhiệt luyện.
Có một số ứng dụng sau:
- Nhôm thương phẩm (>99,0%):
  - Dùng trong công nghiệp hoá học, thực phẩm, đông lạnh, làm thùng chứa (AA1060)
  - Dùng làm dây cáp điện (dây trần hoặc dây bọc): AA1350

Tạp chất có hại trong nhôm sạch bao gồm: Fe, Si tạo nên các pha giòn FeAl{\displaystyle 3}
- Hợp kim Al-Mn
- Hợp kim Al-Mg

### Hợp kim nhôm đúc
- Hợp kim Al-Si (Silumin)
- Hợp kim Al-Si-Mg(Cu)

Là các loại hợp kim với khoảng Si rộng (5-20%) và có thêm Mg (0,3-0,5%) để tạo pha hoá bền Mg2Si nên các hệ Al-Si-Mg phải qua hoá bền.
Cho thêm Cu (3-5%) vào hệ Al-Si-Mg để cải thiện cơ tính và có tính đúc tốt do có các thành phần gần với cùng tin Al-Si-Cu nên được sử dụng trong đúc piston (AA390.0), nắp máy của động cơ đốt trong.

## Ứng dụng
Nhôm và hợp kim của nhôm đứng thứ hai (sau thép) về sản xuất và ứng dụng. Điều này do nhôm và hợp kim nhôm có các tính chất phù hợp với nhiều công dụng khác nhau, trong một số trường hợp ứng dụng của hợp kim nhôm không thể thay thế được như trong công nghệ chế tạo máy bay và các thiết bị ngành hàng không khác.
Nhôm và hợp kim nhôm còn có vị trí khá quan trọng trong ngành chế tạo cơ khí và xây dựng.
Trong lĩnh vực xây dựng, hợp kim nhôm được ứng dụng nhiều vào sản xuất các sản phẩm cửa cổng nhôm đúc, hàng rào và cầu thang nhôm đúc.
+ Hàng hải và dầu khí
+ Thoát nước
+ Phụ tùng xe đạp
+ Vành ô tô

## Hệ thống ký hiệu cho hợp kim nhôm
Để ký hiệu các hợp kim nhôm người ta thường dùng theo hệ thống phân loại của Hoa Kỳ.
Theo hệ thống phân loại này, các ký tự đầu tiên luôn là AA (tiếng Anh: Aluminum Association)
Các số sau đó thường là: xxxxx đối với hợp kim nhôm biến dạng, và xxx.x đối với hợp kim nhôm cho loại đúc.
Loại biến dạng
- 1xxx: Nhôm sạch (>99,0%)
- 2xxx: Al-Cu, Al-Cu-Mg,
- 3xxx: Al-Mn
- 4xxx: Al-Si
- 5xxx: Al-Mg
- 6xxx: Al-Mg-Si
- 7xxx: Al-Zn-Mg, Al-Zn-Mg-Cu
- 8xxx: Al-các hợp kim khác

Đối với loại đúc:
- 1xx.x: Nhôm sạch dạng thỏi hoặc dạng thương phẩm khác.
- 2xx.x: Al-Cu
- 3xx.x: Al-Si-Mg; Al-Si-Cu
- 4xx.x: Al-Si
- 5xx.x: Al-Mg
- 7xx.x: Al-Zn
- 8xx.x: Al-Sn

(Loại đúc không có 6xx.x)
Tiêu chuẩn Việt Nam TCVN 1659-75 quy định ký hiệu hợp kim nhôm được bắt đầu bằng Al và tiếp theo lần lượt ký hiệu hoá học của nguyên tố hợp kim cùng chỉ số % của nó, nếu là hợp kim đúc thì sau cùng có chữ Đ (Ví dụ: AlCu4Mg là hợp kim nhôm chứa 4% Cu, 1%Mg). Với nhôm sạch ký hiệu bằng Al và chỉ số phần trăm của nó (ví dụ: Al99; Al99,5)

## Các thông tin khác
Việc sản xuất nhôm đòi hỏi một lượng điện tiêu thụ lớn, nên hiện tại chỉ có vài quốc gia có sản xuất nhôm.